# Cynanchum itremense
Cynanchum itremense är en oleanderväxtart som beskrevs av S. Liede. Cynanchum itremense ingår i släktet Cynanchum och familjen oleanderväxter. Inga underarter finns listade i Catalogue of Life.